# 索加莫索
索加莫索是哥倫比亞的城市，位於該國東北部，由博亞卡省負責管轄，距離首府通哈80公里，面積208.54平方公里，海拔高度2,569米，每年平均降雨量871毫米，2005年人口114,486。

## 外部連結
- Official Web of the Governorship of Sogamoso （页面存档备份，存于）
- general Information on Sogamoso （页面存档备份，存于）